# Chelsea Stratus
De Chelsea Sratus is een wolkenkrabber in de Amerikaanse stad New York. De bouw van de woontoren, die staat aan 101 West 24th Street, begon in 2006 en werd in 2008 voltooid door de Plaza Construction Corporation.

## Ontwerp
De Chelsea Stratus is 149,66 meter hoog en telt 40 verdiepingen. Het is door Schuman, Lichtenstein, Claman & Efron (SLCE Architects) in modernistische stijl ontworpen met een glazen vliesgevel. Het gebouw staat op een podium van vijf verdiepingen en bevat onder andere een fitnesscentrum, een dakterras en ruimte voor detailhandel. het gebouw bevat 204 woningen.